# Yellowknife (stad)

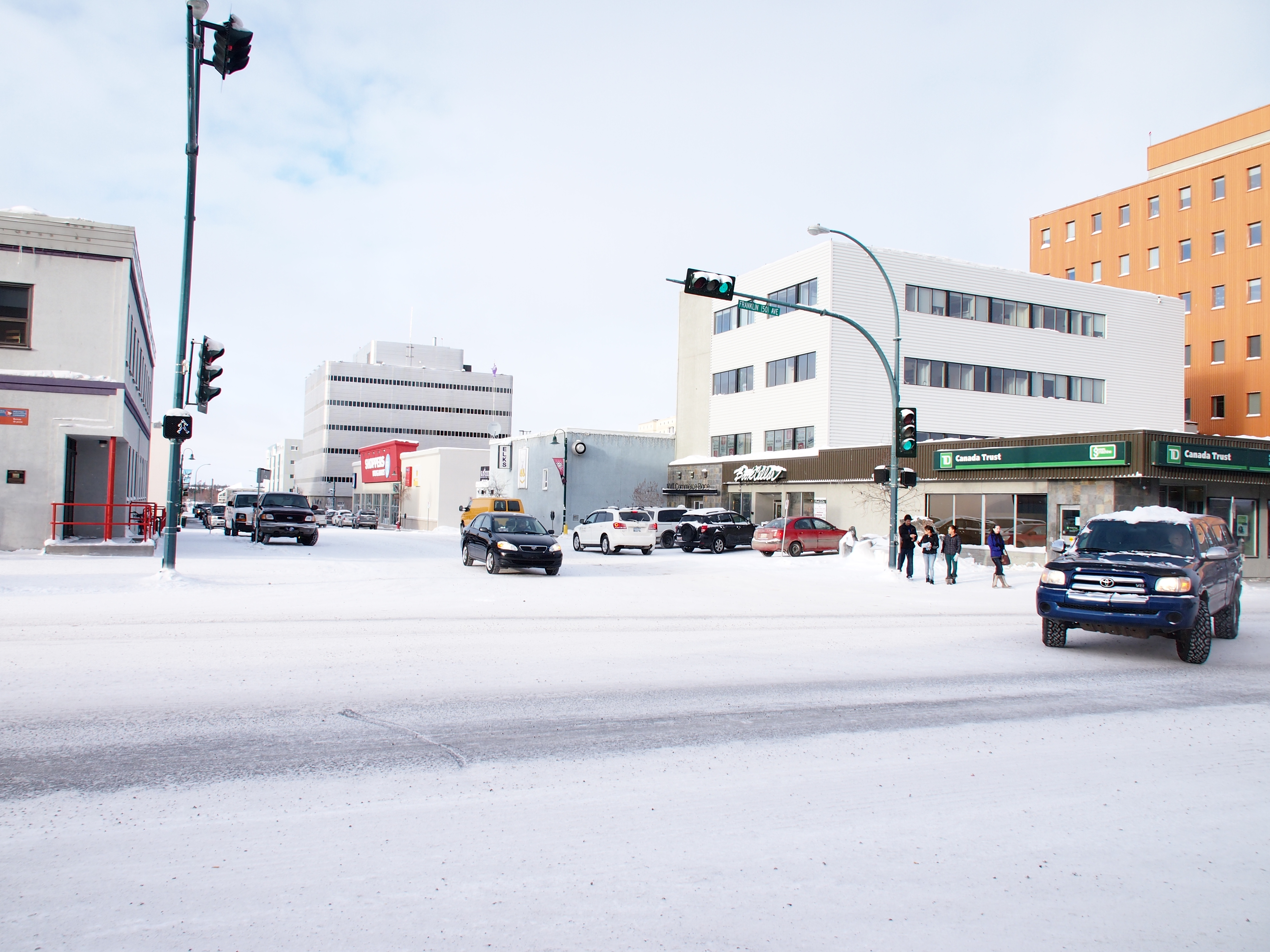
Downtown

Yellowknife is de hoofdstad van de Canadese Northwest Territories. In 2016 had de stad 19.569 inwoners, en heeft een oppervlakte van 105,2 km².
Yellowknife ligt aan de rivier de Yellowknife en aan de noordoever van Great Slave Lake en heeft een extreem geïsoleerde ligging, zo ligt de dichtstbijzijnde grote stad Edmonton op circa 1450 kilometer, waarover men met de auto ruim 15 uur doet. De stad heeft een eigen vliegveld, Yellowknife Airport. Verder is de stad en omgeving rijk aan natuurschoon. Ook liggen er veel goudmijnen in de buurt van Yellowknife en is de stad een diamantcentrum.

## Cultuur
Yellowknife is met name bekend vanwege het Snowking Winter Festival en het muziekfestival Folk on the Rocks, dat in 2010 zijn 30-jarig bestaan vierde.
Onder de vele toeristen die het poollicht komen bekijken, bevinden zich veel Japanners en Chinezen.

## Klimaat
Yellowknife kent gedurende het jaar grote temperatuurverschillen, zo kan het in de winter ruim 40 graden vriezen, maar in de zomer is een temperatuur van 25 graden Celsius ook geen uitzondering. De stad heeft een (sub)poolklimaat.
Op 17 augustus 2023 werd de stad geëvacueerd vanwege de enorme natuurbranden die steeds verder richting de stad waren getrokken.

## Geboren in Yellowknife
- Margot Kidder (1948-2018), Canadees-Amerikaans actrice
- Dustin Milligan (1985), acteur